# Tinodes
Tinodes is een geslacht van schietmotten uit de familie Psychomyiidae. De soorten komen voor in het Australaziatisch gebied.

## Soorten
Deze lijst van 242 soorten is mogelijk niet compleet.
- T. aberrans DE Kimmins, 1962
- T. achaemenides H Malicky & P Chantaramongkol, 1996
- T. acheron H Malicky & P Chantaramongkol, 1996
- T. achtachastra F Schmid, 1972
- T. adhrichta F Schmid, 1972
- T. adjaricus AV Martynov, 1913
- T. adjunctus Banks, 1937
- T. adlmannsederi H Malicky, 1982
- T. aequispinosus F Schmid, 1972
- T. agaricinus Mosely, 1930
- T. aisakos H Malicky, 1997
- T. akanda F Schmid, 1972
- T. akantaka F Schmid, 1972
- T. alepochori H Malicky, 1975
- T. algiricus R McLachlan, 1880
- T. aligi H Malicky, 1972
- T. alpachastra F Schmid, 1972
- T. altsahir MA Gonzalez & H Malicky, 1988
- T. amani KA Johanson & J Olah, 2007
- T. amtkela W Mey & A Mueller, 1979
- T. anakkunci H Malicky, 1995
- T. analoka F Schmid, 1972
- T. anemoessa H Malicky, 1984
- T. anibhrita F Schmid, 1972
- T. aningalani W Mey, 1998
- T. annulatus L Navas, 1930
- T. antonioi L Botosaneanu & M Taticchi-Vigano, 1974
- T. aonensis M Kobayashi, 1984
- T. aprakrita F Schmid, 1972
- T. apteryx H Malicky, 1995
- T. apuanorum GP Moretti, 1981
- T. arala F Schmid, 1972
- T. aravil LSW Terra & MA Gonzalez, 1992
- T. arcuatus O Nybom, 1948
- T. archilocos H Malicky, 1977
- T. asangha F Schmid, 1961
- T. ashigaranis M Kobayashi, 1971
- T. aspoeckae H Malicky, 1975
- T. assimilis R McLachlan, 1865
- T. atichastra F Schmid, 1972
- T. austrotagalica W Mey, 1998
- T. baenai MA Gonzalez & JC Otero, 1984
- T. bahuchakha F Schmid, 1972
- T. belisus DG Denning, 1950
- T. bergerardi FM Gibon, 1986
- T. betuel H Malicky, 2009
- T. beysehirensis F Sipahiler, 1999
- T. bicuspidalis W Mey, 1992
- T. bihan H Malicky & W Mey, 2009
- T. bosuso DG Gibbs, 1973
- T. braueri R McLachlan, 1878
- T. bruttius GP Moretti, 1981
- T. bumbulii KA Johanson & J Olah, 2007
- T. calamintana W Mey, 1995
- T. canariensis R McLachlan, 1882
- T. caolana KA Johanson & J Olah, 2008
- T. caputaquae L Botosaneanu & A Gasith, 1971
- T. cascadius DG Denning, 1956
- T. cincibilus H Malicky & P Chantaramongkol, 1993
- T. cinereus HA Hagen, 1865
- T. collinus DG Gibbs, 1973
- T. compacta W Mey, 1998
- T. conjunctus AV Martynov, 1913
- T. consuetus R McLachlan, 1871
- T. cortensis Mosely, 1930
- T. cryptophallicata YJ Li & JC Morse, 1997
- T. curvatus AV Martynov, 1934
- T. chaine H Malicky, 2009
- T. charmi H Malicky, 2009
- T. cheitani F Schmid, 1959
- T. cheran H Malicky, 2009
- T. chinchinus Mosely, 1942
- T. chrinidhara F Schmid, 1972
- T. dactringa KA Johanson & J Olah, 2008
- T. dehadawate KA Johanson & J Olah, 2007
- T. dentatus L Navas, 1934
- T. dependens Ulmer, 1951
- T. difficilis AV Martynov, 1927
- T. dirghachastra F Schmid, 1972
- T. dives (FJ Pictet, 1834)
- T. erato H Malicky, 1976
- T. eris H Malicky & N Sangpradub, 2001
- T. estivalsi FM Gibon, 1991
- T. fiumaltoensis F Sipahiler, 1995
- T. flavopunctatus Ulmer, 1910
- T. foedellus R McLachlan, 1884
- T. formosae M Iwata, 1928
- T. fratakara F Schmid, 1959
- T. fulvus KA Johanson, 2001
- T. furcata YJ Li & JC Morse, 1997
- T. gabriella DG Denning, 1973
- T. gapbona KA Johanson & J Olah, 2008
- T. ghobarama F Schmid, 1961
- T. giloensis KA Johanson & J Olah, 2007
- T. gueneyensis F Sipahiler, 1995
- T. guttatus KA Johanson & J Olah, 2007
- T. hajeki P Chvojka, 2006
- T. harawa KA Johanson & J Olah, 2007
- T. hephaistos H Malicky & P Chantaramongkol, 2003
- T. hevit H Malicky, 2009
- T. higashiyamanus M Tsuda, 1942
- T. horstaspoecki H Malicky, 1975
- T. igok DE Kimmins, 1955
- T. ihalauwi H Malicky, 1998
- T. inaequispinosus F Schmid, 1972
- T. irwini KA Johanson & J Olah, 2007
- T. israelicus L Botosaneanu & A Gasith, 1971
- T. janssensi S Jacquemart, 1957
- T. jicha H Malicky & P Chantaramongkol, 1989
- T. kadiellus L Botosaneanu & A Gasith, 1971
- T. kanerquorum F Schmid, 1961
- T. karadere H Malicky & F Sipahiler, 1993
- T. karkii H Malicky, 1997
- T. katreus H Malicky, 2004
- T. kawiensis H Malicky, 1995
- T. kebala KA Johanson & J Olah, 2008
- T. kemerensis F Sipahiler, 1989
- T. kemnounga KA Johanson & J Olah, 2008
- T. kepheus H Malicky, 2004
- T. kimminsi JL Sykora, 1962
- T. kypselos H Malicky, 1977
- T. lavidhara F Schmid, 1972
- T. lebeli H Malicky & P Chantaramongkol, 1993
- T. locuples R McLachlan, 1878
- T. lomholdti H Malicky, 1994

- T. luhurensis H Malicky, 1995
- T. luscinia F Ris, 1903
- T. maclachlani DE Kimmins, 1966
- T. maculicornis (FJ Pictet, 1834)
- T. mahalat H Malicky & P Chantaramongkol, 2009
- T. makedonicus H Malicky, 1980
- T. malickyi KA Johanson, 2001
- T. mandalaganus W Mey, 1998
- T. manni R McLachlan, 1878
- T. maroccanus Mosely, 1938
- T. matangana F Schmid, 1961
- T. megalopompos H Malicky, 1977
- T. meleagris H Malicky, 1995
- T. memorabilis G Marlier, 1959
- T. merula R McLachlan, 1882
- T. micrapteryx H Malicky, 1995
- T. miostyllos W Mey, 1998
- T. miyakonis M Tsuda, 1942
- T. mogetius H Malicky & P Chantaramongkol, 1993
- T. mohelia KA Johanson & J Olah, 2007
- T. multispinosus F Schmid, 1972
- T. nakhayukta F Schmid, 1972
- T. natichastra F Schmid, 1972
- T. negevianus L Botosaneanu & A Gasith, 1971
- T. nehirae F Sipahiler, 1992
- T. ongkot H Malicky, 1993
- T. oyae F Sipahiler, 1994
- T. paludigenus SH Scudder, 1890
- T. pallidulus R McLachlan, 1878
- T. parsnai F Schmid, 1959
- T. parvulus DG Denning, 1950
- T. parvus (Walker, 1852)
- T. pataganus W Mey, 1998
- T. peterressli H Malicky, 1975
- T. petulades H Malicky, 1974
- T. physetes H Malicky, 1995
- T. piquatellii L Navas, 1916
- T. pittheus H Malicky & N Changthong, 2007
- T. pluvialis H Malicky, 1987
- T. polifurculatus L Botosaneanu, 1956
- T. polyhymnia H Malicky, 1976
- T. pollicaris JC Morse, 1974
- T. popovi K Kumanski, 1975
- T. portolafia H Malicky, 1976
- T. powelli DG Denning, 1964
- T. prihatmoi H Malicky, 1998
- T. prisatkayukta F Schmid, 1972
- T. prithulavi F Schmid, 1972
- T. provo HH Ross & DR Merkley, 1950
- T. pujungan H Malicky, 1995
- T. pullulans L Navas, 1932
- T. radonus A Neboiss, 1990
- T. ragar H Malicky & P Chantaramongkol, 1989
- T. ragu H Malicky & P Chantaramongkol, 1993
- T. rainus L Botosaneanu, 1960
- T. rauschi H Malicky, 1975
- T. reisseri H Malicky, 1971
- T. reminigius W Mey, 1998
- T. rethimnon H Malicky, 1972
- T. retortus Ulmer, 1927
- T. reuso H Malicky & P Chantaramongkol, 1993
- T. robustus KA Johanson & J Olah, 2007
- T. rostocki R McLachlan, 1878
- T. rungweensis KA Johanson & J Olah, 2007
- T. samkuca KA Johanson & J Olah, 2008
- T. sanctus AV Martynov, 1913
- T. sanjea KA Johanson & J Olah, 2007
- T. sarai H Malicky & P Chantaramongkol, 2009
- T. sarisa H Malicky, 1975
- T. sateius H Malicky & P Chantaramongkol, 1993
- T. sauteri Ulmer, 1908
- T. schlingeri KA Johanson & J Olah, 2007
- T. schusteri DG Denning, 1983
- T. serifos H Malicky, 1984
- T. sigodanus HH Ross & DR Merkley, 1950
- T. silvicolus DE Kimmins, 1955
- T. siskiyou DG Denning, 1951
- T. sitto H Malicky & P Chantaramongkol, 1993
- T. solinvictus H Malicky, 2008
- T. suksa KA Johanson & J Olah, 2008
- T. sumatrensis Ulmer, 1930
- T. sylvia F Ris, 1903
- T. tabonica W Mey, 1998
- T. tagalicus Banks, 1937
- T. tegenungan H Malicky, 1995
- T. tejita F Schmid, 1972
- T. theseus H Malicky & T Prommi, 2006
- T. tichtrya F Schmid, 1959
- T. timotii H Malicky, 1998
- T. tohmei L Botosaneanu & A Dia, 1983
- T. tricalcaratus DE Kimmins, 1955
- T. triomdys H Malicky, 1995
- T. triznai AV Martynov, 1927
- T. tuberosa W Mey, 1990
- T. tunisicus H Malicky, 1982
- T. turanicus AV Martynov, 1927
- T. turbulentus AV Martynov, 1913
- T. twilus DG Denning, 1975
- T. unicolor (F.J. Pictet, 1934)
- T. unidentatus F Klapalek, 1894
- T. usillus DG Denning, 1966
- T. utchringita F Schmid, 1972
- T. utchunalinga F Schmid, 1972
- T. uzungwa KA Johanson & J Olah, 2007
- T. vadichayudha F Schmid, 1972
- T. valvatus AV Martynov, 1913
- T. ventralis YJ Li & JC Morse, 1997
- T. verethraghna F Schmid, 1959
- T. voriseki P Chvojka, 2006
- T. vristchika F Schmid, 1972
- T. waeneri (Linnaeus, 1758)
- T. wodgabay H Malicky & P Chantaramongkol, 1989
- T. wuyuanensis YJ Li & JC Morse, 1997
- T. yuecelaskini F Sipahiler, 1995
- T. zelleri R McLachlan, 1878
- T. zigzag KA Johanson & J Olah, 2007
- T. zohar H Malicky, 2009